# Félix Sánchez
Félix Sánchez (* 30. srpna 1977, New York) přezdívaný též Super Felix či Dictator je sportovec, atlet z Dominikánské republiky věnující se běhu na 400 m přes překážky.
Jde o dvojnásobného olympijského vítěze a dvojnásobného mistra světa.
Světovým tabulkám dominoval především v první polovině minulého desetiletí. V letech 2001 a 2004 vyhrál 43 závodů v řadě a sérii korunoval ziskem zlata na olympijských hrách v Athénách. V předchozích letech vyhrál také mistrovství světa v Edmontonu 2001 a Paříži 2003. Na Mistrovství světa v atletice 2007 skončil na druhém místě časem 48,01 s, což byl jeho nejlepší výkon sezóny 2007. Ve svých čtyřiatřiceti letech slavil nečekaný comeback na olympijských hrách v Londýně, kde vyhrál finále stejným časem 47,63 jako v Athénách, svým nejrychlejším za posledních osm let. Získal za to ocenění Laureus pro návrat roku. V dubnu 2016 ukončil sportovní kariéru.

## Osobní rekordy
- 400 m přek. (dráha) – 47,25 s – 29. srpen 2003, Paříž
- 400 m (dráha) – 44,90 s – 19. srpen 2001, Gateshead
- 400 m (hala) – 46,68 s – 18. březen 2001, Glasgow